# Хроника Холодной войны (1955 год)
Хронология Холодной войны
- 1943
- 1944
- 1945
- 1946
- 1947
- 1948
- 1949
- 1950
- 1951
- 1952
- 1953
- 1954
- 1955
- 1956
- 1957
- 1958
- 1959
- 1960
- 1961
- 1962
- 1963
- 1964
- 1965
- 1966
- 1967
- 1968
- 1969
- 1970
- 1971
- 1972
- 1973
- 1974
- 1975
- 1976
- 1977
- 1978
- 1979
- 1980
- 1981
- 1982
- 1983
- 1984
- 1985
- 1986
- 1987
- 1988
- 1989
- 1990
- 1991

- 24 февраля: Багдадский пакт подписан Ираном, Ираком, Пакистаном, Турцией и Соединённым Королевством. Он создан для сопротивления коммунистической экспансии на Ближнем Востоке.
- Март: Начало советской помощи Сирии. Сирийцы останутся союзниками Советов до конца холодной войны.
- 18 апреля: Азиатско-африканская конференция (также известная как Бандунгская конференция) впервые проводится в Бандунге, Индонезия.
- Апрель: Возникло Движение неприсоединения. Его возглавляют Джавахарлал Неру из Индии, Сукарно из Индонезии, Тито из Югославии, Гамаль Абдель Насер из Египта и Кваме Нкрума из Ганы. Это движение призвано стать оплотом против «опасной поляризации» мира того времени и восстановить баланс сил с меньшими странами.
- 5 мая: Союзники прекращают военную оккупацию Западной Германии.
- 6 мая: Соединённые Штаты устанавливают официальные дипломатические отношения с Западной Германией, за которыми вскоре следуют Великобритания и Франция.
- 9 мая: Западная Германия присоединяется к НАТО и начинает перевооружение.
- 14 мая: Варшавский договор подписан в Восточной Европе и включает в себя Восточную Германию, Чехословакию, Польшу, Венгрию, Румынию, Албанию, Болгарию и Советский Союз. Он действует как коммунистический военный аналог НАТО.
- 15 мая: Завершается союзническая оккупация Австрии.
- 18 июля: Президент США Дуайт Эйзенхауэр, Премьер-министр Великобритании Энтони Иден, Председатель совета министров СССР Николай Булганин и Премьер-министр Франции Эдгар Фор, известные как «Большая четвёрка», прибывают на Женевский саммит. Среди присутствующих советский лидер Никита Хрущёв.
- 15 августа: Первая гражданская война в Судане начинается между севером и югом.
- 1 ноября: Официальное начало войны во Вьетнаме.